# Herriman (Utah)
Herriman é uma cidade localizada no estado norte-americano do Utah, no Condado de Salt Lake.

## Demografia
Segundo o censo norte-americano de 2000, a sua população era de 1523 habitantes.
Em 2006, foi estimada uma população de 14.643, um aumento de 13120 (861.5%).

## Geografia
De acordo com o United States Census Bureau tem uma área de 23,6 km², dos quais 23,6 km² cobertos por terra e 0,0 km² cobertos por água.

## Localidades na vizinhança
O diagrama seguinte representa as localidades num raio de 16 km ao redor de Herriman.